# Tetraedro de Goursat

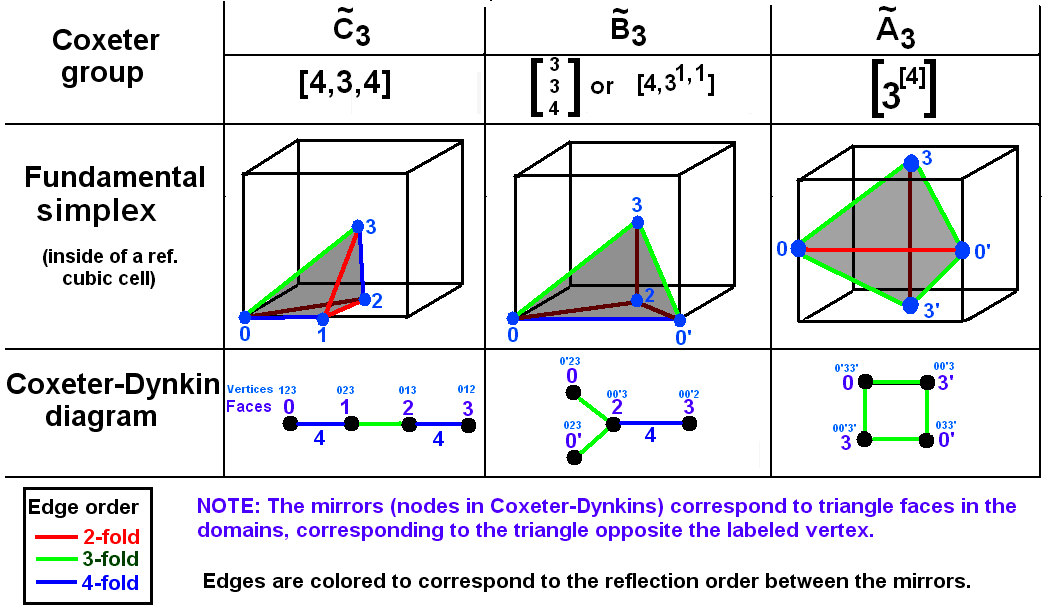
Para el espacio euclídeo tridimensional, hay 3 tetraedros de Goursat simples y relacionados, representados por [4,3,4], [4,3^{1,1}] y [3^{[4]}]. Se pueden ver en el interior como puntos dentro y en un cubo, {4,3}

En geometría, un tetraedro de Goursat es un dominio fundamental tetraédrico de una construcción de Wythoff. Cada cara tetraédrica representa un hiperplano de reflexión en superficies tridimensionales: la 3-esfera, el espacio tridimensional euclídeo y el espacio tridimensional hiperbólico. Harold Scott MacDonald Coxeter los nombró en honor a Édouard Goursat, quien examinó por primera vez estos dominios. Es una extensión de la teoría del triángulo de Schwarz para construcciones de Wythoff en la esfera.

## Representación gráfica
Un tetraedro de Goursat se puede representar gráficamente mediante un gráfico tetraédrico, que se encuentra en una configuración dual del tetraedro de dominio fundamental. En el gráfico, cada nodo representa una cara (espejo) del tetraedro de Goursat. Cada arista está etiquetada por un valor racional correspondiente al orden de reflexión, siendo π/ángulo diedro.
Un diagrama de Coxeter-Dynkin de 4 nodos representa este gráfico tetraédrico con aristas de orden 2 ocultas. Si muchas aristas son de orden 2, el grupo de Coxeter se puede representar mediante una notación de corchetes.
La existencia requiere que cada uno de los subgrafos de 3 nodos de este gráfico, (p q r), (p u s), (q t u) y (r s t), debe corresponder a un triángulo de Schwarz.

## Simetría extendida
| |  |
| La simetría de un tetraedro de Goursat puede ser la simetría tetraédrica de cualquier simetría de subgrupo mostrada en este árbol, con subgrupos debajo con índices de subgrupo etiquetados en las aristas coloreadas. |  |

Una simetría extendida del tetraedro de Goursat es un producto semidirecto de la simetría del grupo de Coxeter y la simetría del dominio fundamental (el tetraedro de Goursat en estos casos). La notación de Coxeter admite esta simetría con corchetes dobles como [Y[X]], lo que denota una simetría completa del grupo de Coxeter [X], con Y como una simetría del tetraedro de Goursat. Si Y es una simetría de reflexión pura, el grupo representará otro grupo de espejos de Coxeter. Si solo hay una simetría de duplicación simple, Y puede estar implícita como [[X]] con simetría reflexiva o rotacional según el contexto.
La simetría extendida de cada tetraedro de Goursat también se proporciona a continuación. La simetría más alta posible es la del tetraedro regular como [3,3], y esto ocurre en el grupo de puntos prismáticos [2,2,2] o [2[3,3]] y el grupo hiperbólico paracompacto [3[3,3]].
Véase el artículo dedicado al tetraedro para conocer sus 7 isometrías de simetría inferior.

## Soluciones con números enteros
Las siguientes secciones muestran todas las soluciones tetraédricas de Goursat con números enteros en las 3-esferas, el espacio 3-euclídeo y el espacio 3-hiperbólico. También se da la simetría extendida de cada tetraedro.
Los diagramas tetraédricos coloreados a continuación son figuras de vértice para politopos y panales omnitruncados de cada familia de simetría. Las etiquetas de las aristas representan órdenes de caras poligonales, que es el doble del orden de rama del gráfico de Coxeter. El ángulo diedro de una arista denominada 2n es π/n. Las aristas amarillas etiquetadas con 4 provienen de nodos espejo en ángulo recto (no conectados) en el diagrama de Coxeter.

### Soluciones en 3-esferas (finitas)

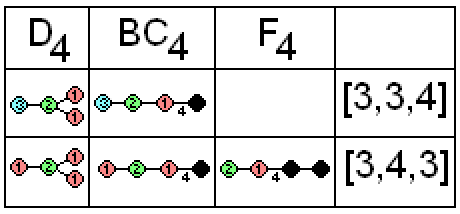
Isomorfismos de grupos finitos de Coxeter

Las soluciones para la 3-esfera con densidad 1 son: (Policoros uniformes)
| Grupo de Coxeter Diagrama de Coxeter | [2,2,2] ·                   | [p,2,2] ·                | [p,2,q] ·                 | [p,2,p] ·                          | [3,3,2] ·               | [4,3,2] ·      | [5,3,2] ·      |
| Orden de la simetría del grupo       | 16                          | 8p                       | 4pq                       | 4p2                                | 48                      | 96             | 240            |
| Simetría tetraédrica                 | [3,3] (orden 24)            | [2] (orden 4)            | [2] (orden 4)             | [2+,4] (orden 8)                   | [ ] (orden 2)           | [ ]+ (orden 1) | [ ]+ (orden 1) |
| Simetría extendida                   | [(3,3)[2,2,2]] · =[4,3,3] · | [2[p,2,2]] · =[2p,2,4] · | [2[p,2,q]] · =[2p,2,2q] · | [(2+,4)[p,2,p]] · =[2+[2p,2,2p]] · | [1[3,3,2]] · =[4,3,2] · | [4,3,2] ·      | [5,3,2] ·      |
| Orden de la simetría extendida       | 384                         | 32p                      | 16pq                      | 32p2                               | 96                      | 96             | 240            |

| Tipo de grafo                                              | Lineal                  | Lineal                     | Lineal                       | Lineal                     | Tridental                    |
| ---------------------------------------------------------- | ----------------------- | -------------------------- | ---------------------------- | -------------------------- | ---------------------------- |
| Grupo de Coxeter y diagrama                                | Pentacórico · [3,3,3] · | Hexadecacórico · [4,3,3] · | Icositetracórico · [3,4,3] · | Hexacosicórico · [5,3,3] · | Demiteseráctico · [31,1,1] · |
| Figura de vértice de los policoros uniformes omnitruncados |                         |                            |                              |                            |                              |
| Tetraedro                                                  |                         |                            |                              |                            |                              |
| Orden del grupo de simetría                                | 120                     | 384                        | 1152                         | 14400                      | 192                          |
| Simetría tetraédrica                                       | [2]+ (orden 2)          | [ ]+ (orden 1)             | [2]+ (orden 2)               | [ ]+ (orden 1)             | [3] (orden 6)                |
| Simetría extendida                                         | [2+[3,3,3]] ·           | [4,3,3] ·                  | [2+[3,4,3]] ·                | [5,3,3] ·                  | [3[31,1,1]] · =[3,4,3] ·     |
| Orden de la simetría extendida                             | 240                     | 384                        | 2304                         | 14400                      | 1152                         |

### Soluciones euclídeas (afines) en 3-espacios

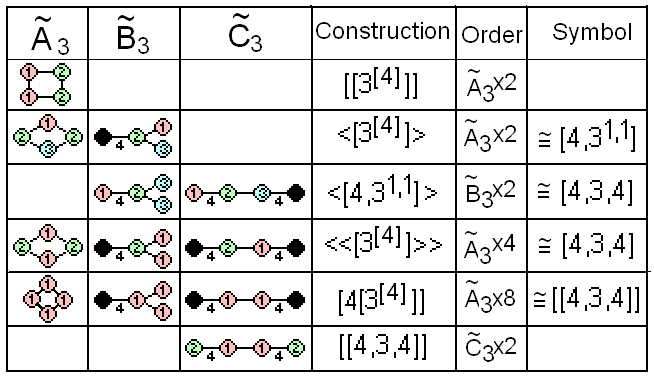
Isomorfismos del grupo euclídeo de Coxeter

Soluciones de densidad 1: (Panal uniforme convexo):
| Tipo de grafo                              | Lineal Ortoesquema | Tri-dental Plagioesquema | En bucle Cicloesquema           | Prismático              | Prismático     | Prismático               | Degenerado                    |
| ------------------------------------------ | ------------------ | ------------------------ | ------------------------------- | ----------------------- | -------------- | ------------------------ | ----------------------------- |
| Grupo de Coxeter Diagrama de Coxeter       | [4,3,4] ·          | [4,31,1] ·               | [3[4]] ·                        | [4,4,2] ·               | [6,3,2] ·      | [3[3],2] ·               | [∞,2,∞] ·                     |
| Figura de vértice de panales omnitruncados |                    |                          |                                 |                         |                |                          |                               |
| Tetraedro                                  |                    |                          |                                 |                         |                |                          |                               |
| Simetría tetraédrica                       | [2]+ (orden 2)     | [ ] (orden 2)            | [2+,4] (orden 8)                | [ ] (orden 2)           | [ ]+ (orden 1) | [3] (orden 6)            | [2+,4] (orden 8)              |
| Simetría extendida                         | [(2+)[4,3,4]] ·    | [1[4,31,1]] · =[4,3,4] · | [(2+,4)[3[4]]] · =[2+[4,3,4]] · | [1[4,4,2]] · =[4,4,2] · | [6,3,2] ·      | [3[3[3],2]] · =[3,6,2] · | [(2+,4)[∞,2,∞]] · =[1[4,4]] · |

### Soluciones hiperbólicas compactas en 3-espacios
Soluciones de densidad 1: (Panales uniformes convexos en el espacio hiperbólico) (Grupos de símplex de Lannér)
| Grupo de Coxeter Diagrama de Coxeter        | [3,5,3] ·         | [5,3,4] ·          | [5,3,5] ·         | [5,31,1] ·               |                    |       |       |
| Figuras de vértice de panales omnitruncados |                   |                    |                   |                          |                    |       |       |
| Tetraedro                                   |                   |                    |                   |                          |                    |       |       |
| Simetría tetraédrica                        | [2]+ (orden 2)    | [ ]+ (orden 1)     | [2]+ (orden 2)    | [ ] (orden 2)            |                    |       |       |
| Simetría extendida                          | [2+[3,5,3]] ·     | [5,3,4] ·          | [2+[5,3,5]] ·     | [1[5,31,1]] · =[5,3,4] · |                    |       |       |
| Tipo de grafo                               | Bucle             | Bucle              | Bucle             | Bucle                    | Bucle              | Bucle | Bucle |
| Grupo de Coxeter Diagrama de Coxeter        | [(4,3,3,3)] ·     | [(4,3)2] ·         | [(5,3,3,3)] ·     | [(5,3,4,3)] ·            | [(5,3)2] ·         |       |       |
| Figuras de vértice de panales omnitruncados |                   |                    |                   |                          |                    |       |       |
| Tetraedro                                   |                   |                    |                   |                          |                    |       |       |
| Simetría tetraédrica                        | [2]+ (orden 2)    | [2,2]+ (orden 4)   | [2]+ (orden 2)    | [2]+ (orden 2)           | [2,2]+ (orden 4)   |       |       |
| Simetría extendida                          | [2+[(4,3,3,3)]] · | [(2,2)+[(4,3)2]] · | [2+[(5,3,3,3)]] · | [2+[(5,3,4,3)]] ·        | [(2,2)+[(5,3)2]] · |       |       |

### Soluciones hiperbólicas paracompactas de 3-espacios

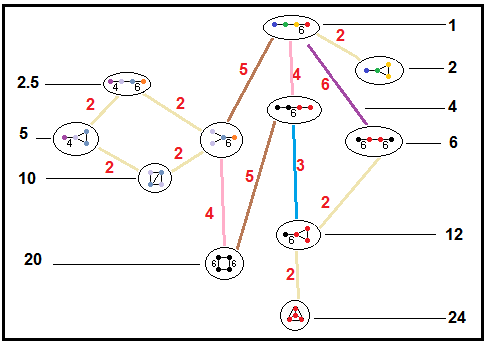
Este gráfico muestra las relaciones de subgrupo de los tetraedros de Goursat hiperbólicos paracompactos. Los subgrupos de orden 2 representan la bisección de un tetraedro Goursat con un plano de simetría especular

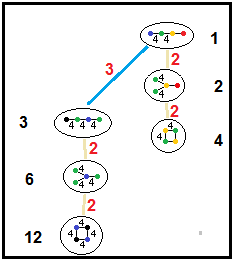

Soluciones de densidad 1: (Véase grupos de símplex de Koszul)
| Tipo de grafo                        | Grafos lineales            | Grafos lineales              | Grafos lineales          | Grafos lineales                 | Grafos lineales          | Grafos lineales          | Grafos lineales          |                              |
| ------------------------------------ | -------------------------- | ---------------------------- | ------------------------ | ------------------------------- | ------------------------ | ------------------------ | ------------------------ | ---------------------------- |
| Grupo de Coxeter Diagrama de Coxeter | [6,3,3] ·                  | [3,6,3] ·                    | [6,3,4] ·                | [6,3,5] ·                       | [6,3,6] ·                | [4,4,3] ·                | [4,4,4] ·                |                              |
| Simetría tetraédrica                 | [ ]+ (orden 1)             | [2]+ (orden 2)               | [ ]+ (orden 1)           | [ ]+ (orden 1)                  | [2]+ (orden 2)           | [ ]+ (orden 1)           | [2]+ (orden 2)           |                              |
| Simetría extendida                   | [6,3,3] ·                  | [2+[3,6,3]] ·                | [6,3,4] ·                | [6,3,5] ·                       | [2+[6,3,6]] ·            | [4,4,3] ·                | [2+[4,4,4]] ·            |                              |
| Tipo de grafo                        | Grafos en bucle            | Grafos en bucle              | Grafos en bucle          | Grafos en bucle                 | Grafos en bucle          | Grafos en bucle          | Grafos en bucle          | Grafos en bucle              |
| Grupo de Coxeter Diagrama de Coxeter | [3[ ]×[ ]] ·               | [(4,4,3,3)] ·                | [(43,3)] ·               | [4[4]] ·                        | [(6,33)] ·               | [(6,3,4,3)] ·            | [(6,3,5,3)] ·            | [(6,3)[2]] ·                 |
| Simetría tetraédrica                 | [2] (orden 4)              | [ ] (orden 2)                | [2]+ (orden 2)           | [2+,4] (orden 8)                | [2]+ (orden 2)           | [2]+ (orden 2)           | [2]+ (orden 2)           | [2,2]+ (orden 4)             |
| Simetría extendida                   | [2[3[ ]×[ ]]] · =[6,3,4] · | [1[(4,4,3,3)]] · =[3,41,1] · | [2+[(43,3)]] ·           | [(2+,4)[4[4]]] · =[2+[4,4,4]] · | [2+[(6,33)]] ·           | [2+[(6,3,4,3)]] ·        | [2+[(6,3,5,3)]] ·        | [(2,2)+[(6,3)[2]]] ·         |
| Tipo de grafo                        | Tri-dental                 | Tri-dental                   | Tri-dental               | Bucle-n-colas                   | Bucle-n-colas            | Bucle-n-colas            | Bucle-n-colas            | Símplex                      |
| Grupo de Coxeter Diagrama de Coxeter | [6,31,1] ·                 | [3,41,1] ·                   | [41,1,1] ·               | [3,3[3]] ·                      | [4,3[3]] ·               | [5,3[3]] ·               | [6,3[3]] ·               | [3[3,3]] ·                   |
| Simetría tetraédrica                 | [ ] (orden 2)              | [ ] (orden 2)                | [3] (orden 6)            | [ ] (orden 2)                   | [ ] (orden 2)            | [ ] (orden 2)            | [ ] (orden 2)            | [3,3] (orden 24)             |
| Simetría extendida                   | [1[6,31,1]] · =[6,3,4] ·   | [1[3,41,1]] · =[3,4,4] ·     | [3[41,1,1]] · =[4,4,3] · | [1[3,3[3]]] · =[3,3,6] ·        | [1[4,3[3]]] · =[4,3,6] · | [1[5,3[3]]] · =[5,3,6] · | [1[6,3[3]]] · =[6,3,6] · | [(3,3)[3[3,3]]] · =[6,3,3] · |

## Soluciones racionales
Hay cientos de soluciones racionales para la 3-esfera, incluidos estos 6 grafos lineales que generan polícoros de Schläfli-Hess y las 11 soluciones no lineales de Coxeter:
| Grafos lineales 1. Densidad 4: [3,5,5/2] 2. Densidad 6: [5,5/2,5] 3. Densidad 20: [5,3,5/2] 4. Densidad 66: [5/2,5,5/2] 5. Densidad 76: [5,5/2,3] 6. Densidad 191: [3,3,5/2] | Grafos bucle-n-cola: 1. Densidad 2: 2. Densidad 3: 3. Densidad 5: 4. Densidad 8: 5. Densidad 9: 6. Densidad 14: 7. Densidad 26: 8. Densidad 30: 9. Densidad 39: 10. Densidad 46: 11. Densidad 115: |

En total, hay 59 tetraedros esporádicos con ángulos racionales y 2 familias infinitas.